# Sáhen
Der Sáhen (Sahen, Sahe) ist ein Fluss im Süden Osttimors.

## Verlauf
Der Sáhen entsteht durch den Zusammenfluss von Bun und Buarahuin. Der Bun entspringt südöstlich des Ortes Laclubar im Suco Manelima und fließt als Grenzfluss zum Suco Orlalan nach Süden, wo er an der Grenze zum Suco Manlala den Buarahuin trifft. Dieser hat seine Quelle im Grenzgebiet zwischen den Sucos Fatumaquerec (Laclubar) und Funar, wo er als Buarahum entspringt. Ab der Grenze zu Manelima heißt er dann Buarahuin und fließt dann entlang der Grenze zwischen Manelima im Norden und den Sucos Maun-Fahe und Manlala im Süden, bis er den Bun trifft. Der Sáhen durchquert nun den Suco Manlala und den Südwesten des Sucos Leo-Hat und folgt dann einem Stück der Grenze zwischen den Sucos Leo-Hat und Samoro, dann zwischen Samoro und dem Suco Manehat, wonach er schließlich bis zu seiner Mündung die Grenze zwischen den Gemeinden Manatuto und Manufahi bildet. Hier verbreitet er sich und bildet mehrere Flussinseln. Aus Manatuto kommend mündet in ihn der Laniara. Der Grenzfluss zwischen Manehat und dem Suco Uma Boco entsteht durch den Zusammenfluss vom Quec aus Manehat und vom Lianura aus dem Suco Fatuwaque (Abat Oan).
Schließlich erreicht der Sáhen in der Kicrasebene die Timorsee, in die er mündet.

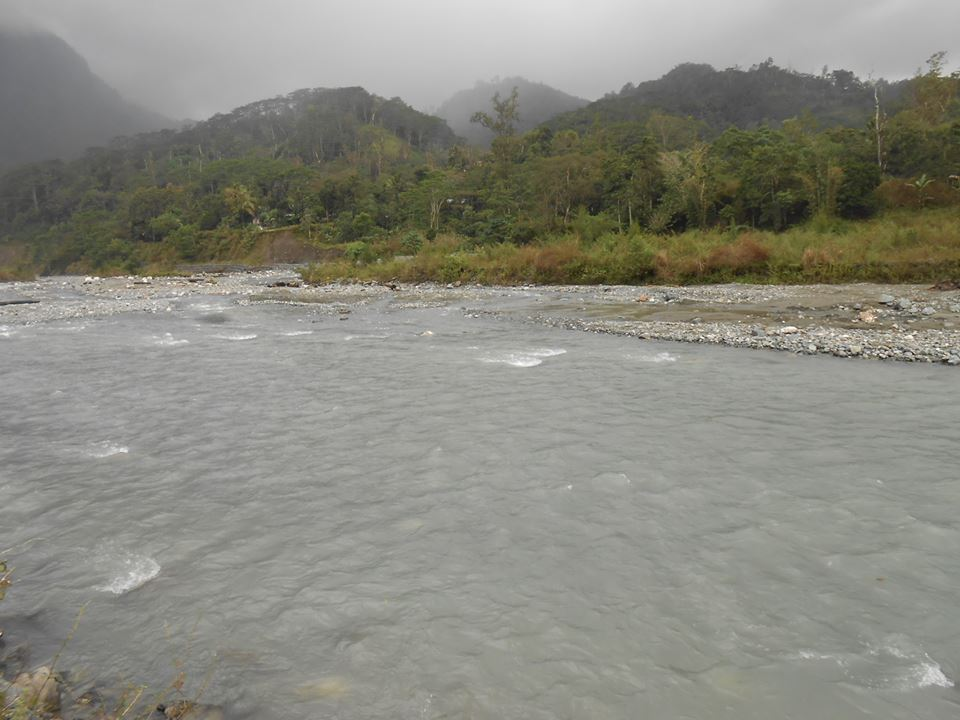
Der Buarahuin, ein Nebenfluss des Sáhen
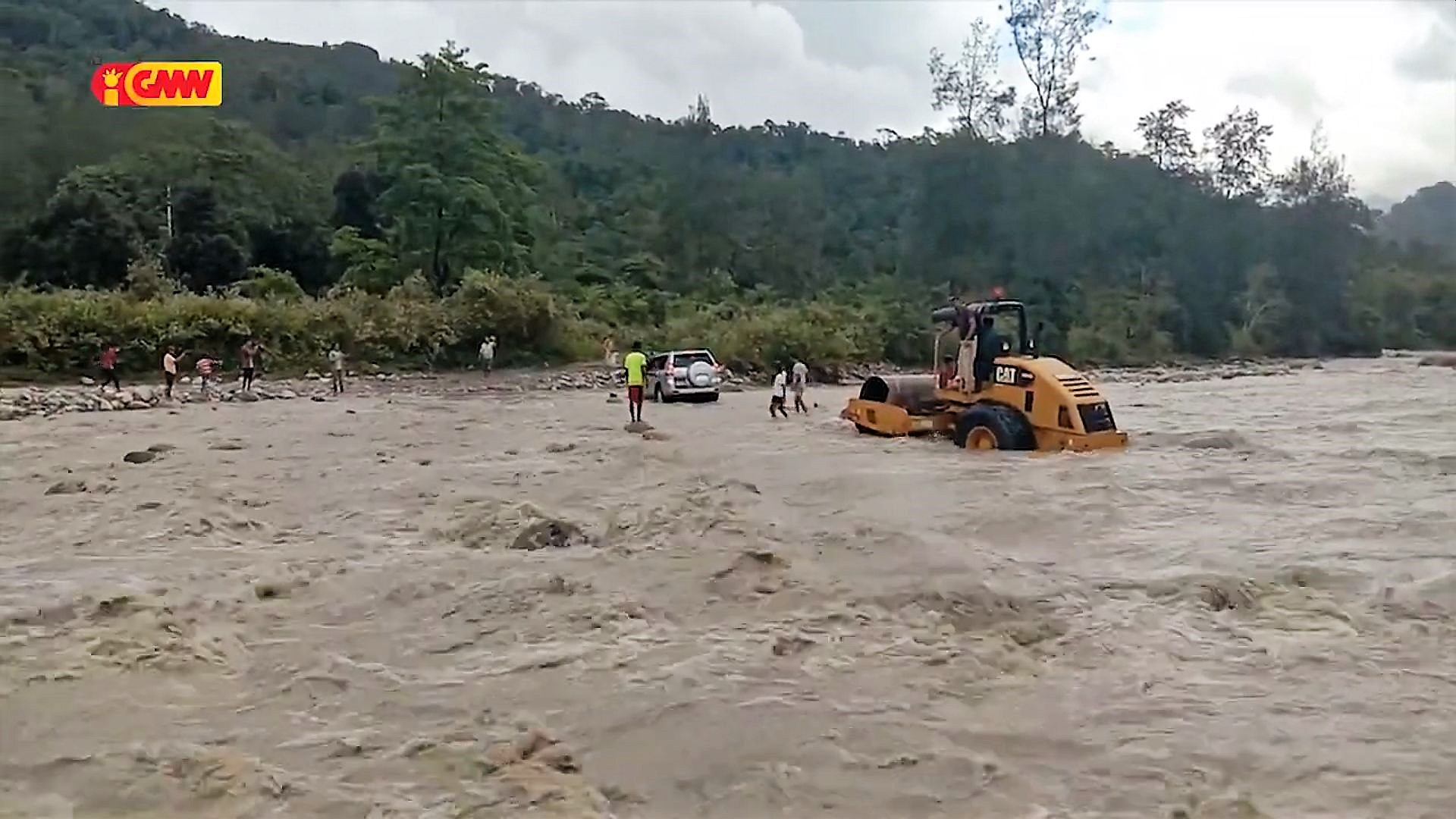
Flussübergang am  Sahen
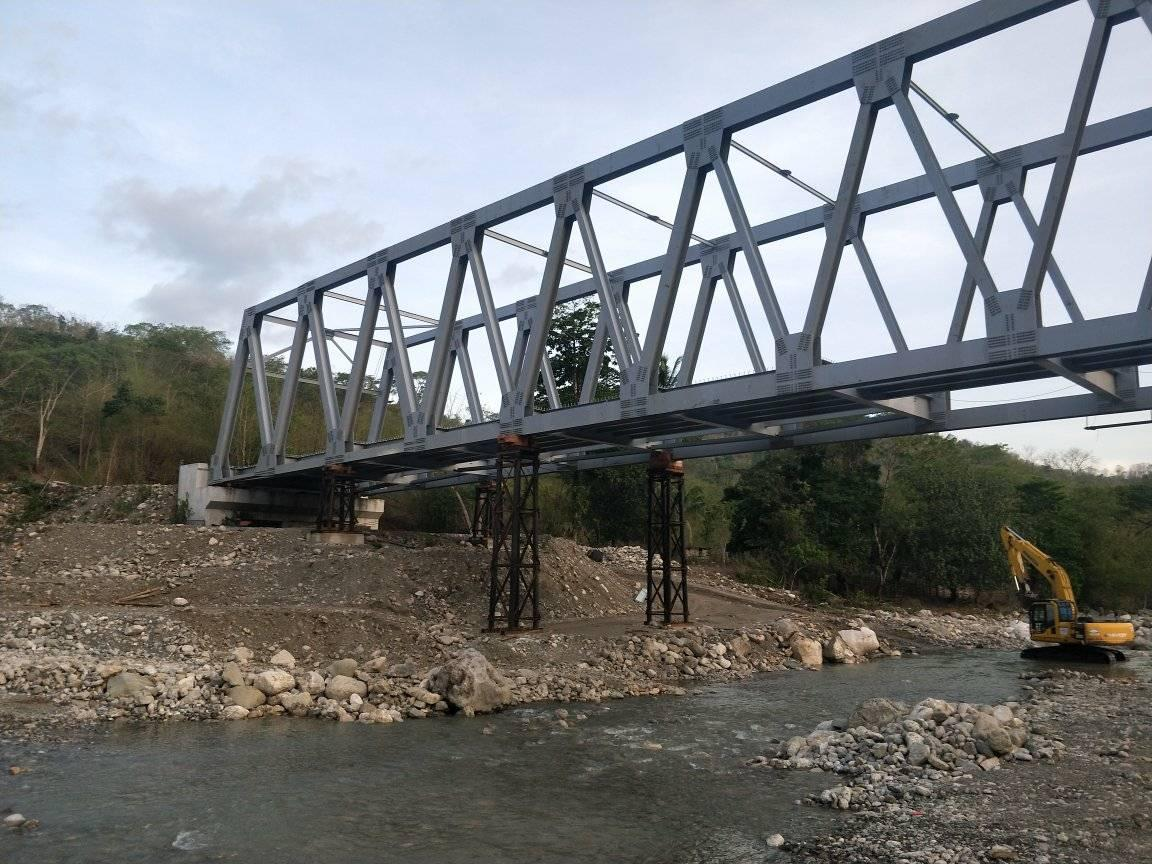
Neue Brücke über den Sáhen in Dauloroc, Manlala (2020)
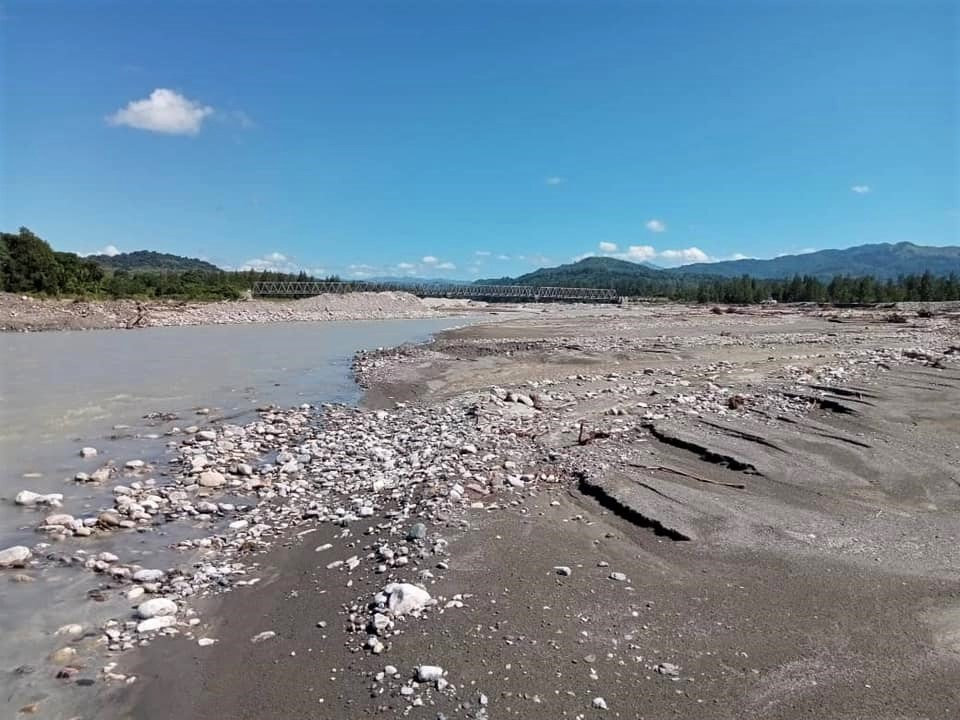
Brücke über den Sáhen in Fatuwaque
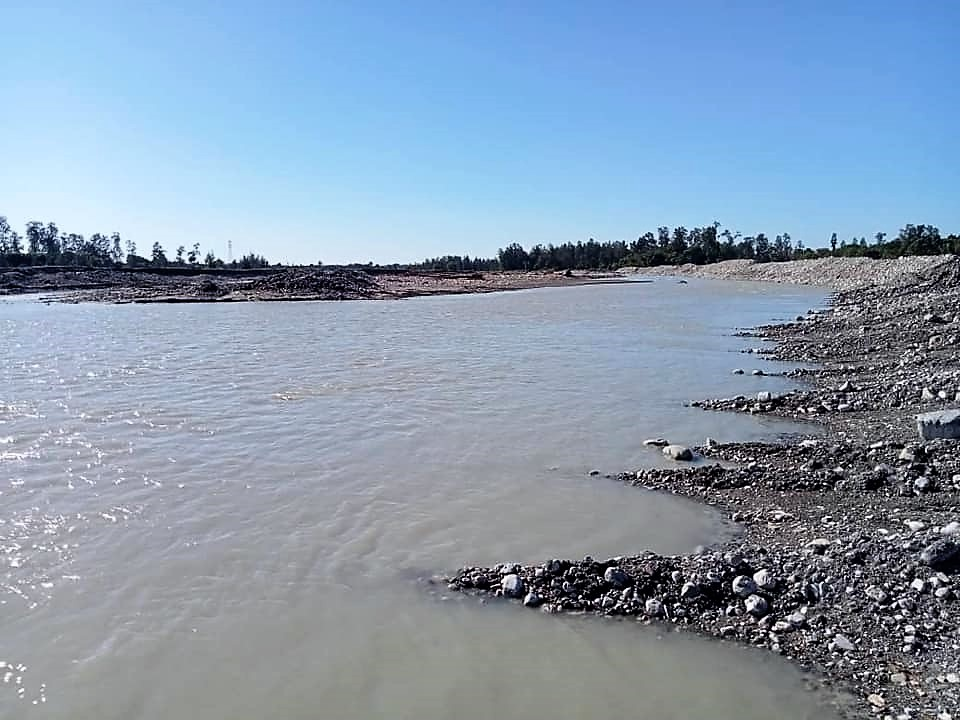
Bei Fatuwaque